# Creeper (Minecraft)
Un creeper es una criatura ficticia del videojuego sandbox Minecraft. Los creepers son mobs  (personajes no jugadores móviles) hostiles que aparecen en lugares oscuros. En lugar de atacar al jugador directamente, se acercan sigilosamente a él y explotan, destruyendo bloques en el área circundante y potencialmente hiriendo o matando al jugador si está dentro del radio de la explosión. Su camuflaje verde y su comportamiento generalmente silencioso ayudan en los ataques sigilosos, lo que los convierte en uno de los mobs más peligrosos de Minecraft. Los creepers fueron agregados por primera vez a Minecraft en una actualización pre-alfa del videojuego que se lanzó el 1 de septiembre de 2009.
El creeper se ha convertido en uno de los iconos más reconocidos de Minecraft. Se han hecho referencias a ellos y se les ha parodiado en la cultura popular, y aparecen de forma destacada en la comercialización y la publicidad de Minecraft. 

## Concepción y diseño

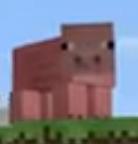
Cerdo de Minecraft, mob que inspiró al creeper.

El creeper fue creado como resultado de un error de codificación al crear al mob cerdo en las primeras etapas pre-alfa del desarrollo de Minecraft en 2009. El creador del videojuego, Markus Persson, confundió accidentalmente las dimensiones del modelo, intercambiando la longitud y la altura. En lugar de eliminar el resultado, Persson agregó una textura verde basada en la textura de las hojas del videojuego al modelo, le dio una IA agresiva y lo convirtió en un mob hostil. El creeper fue agregado al videojuego el 1 de septiembre de 2009, en una versión pre-alfa llamada «0.24_SURVIVAL_TEST_03».
En Minecraft, el jugador existe en un gran mundo formado por bloques. El mundo contiene una serie de enemigos (mobs hostiles), entre los que es común encontrar creepers. Un creeper es casi silencioso hasta que se acerca al jugador, momento en el que emite un silbido y explota después de un breve retraso. La explosión destruye al creeper, puede matar o herir al jugador y también destruye los bloques circundantes. En actualizaciones posteriores, los desarrolladores de Minecraft decidieron que los creepers «no eran lo suficientemente impredecibles» y agregaron la capacidad de que los creepers se conviertan en «creepers cargados» cuando son alcanzados por un rayo. Los creepers cargados tienen un poder de explosión amplificado y pueden hacer que otros mobs específicos que hayan muerto en la explosión dejen caer sus cabezas (zombis, esqueletos, piglins y otros creepers). Luego, el jugador puede equiparse estas cabezas (lo que pone el modelo de la cabeza del mob en el modelo del jugador) para parecerse a dicho mob.

## Apariciones
El creeper apareció originalmente en Minecraft en una actualización pre-alfa temprana como un mob hostil común que se acerca silenciosamente a los jugadores, silba y luego explota. Apareció más tarde en videojuegos derivados de Minecraft como Minecraft: Story Mode, Minecraft Dungeons, Minecraft Legends, y el descontinuado Minecraft Earth, y la adaptación cinematográfica Una película de Minecraft (2025).
Fuera de Minecraft, también apareció en Terraria (2011), Torchlight II (2012), Borderlands 2 (2012), Octodad: Dadliest Catch (2014), y en el videojuego de lucha crossover de Nintendo Super Smash Bros. Ultimate (2018), donde el creeper apareció como un disfraz de Mii Brawler.

## Promoción y recepción

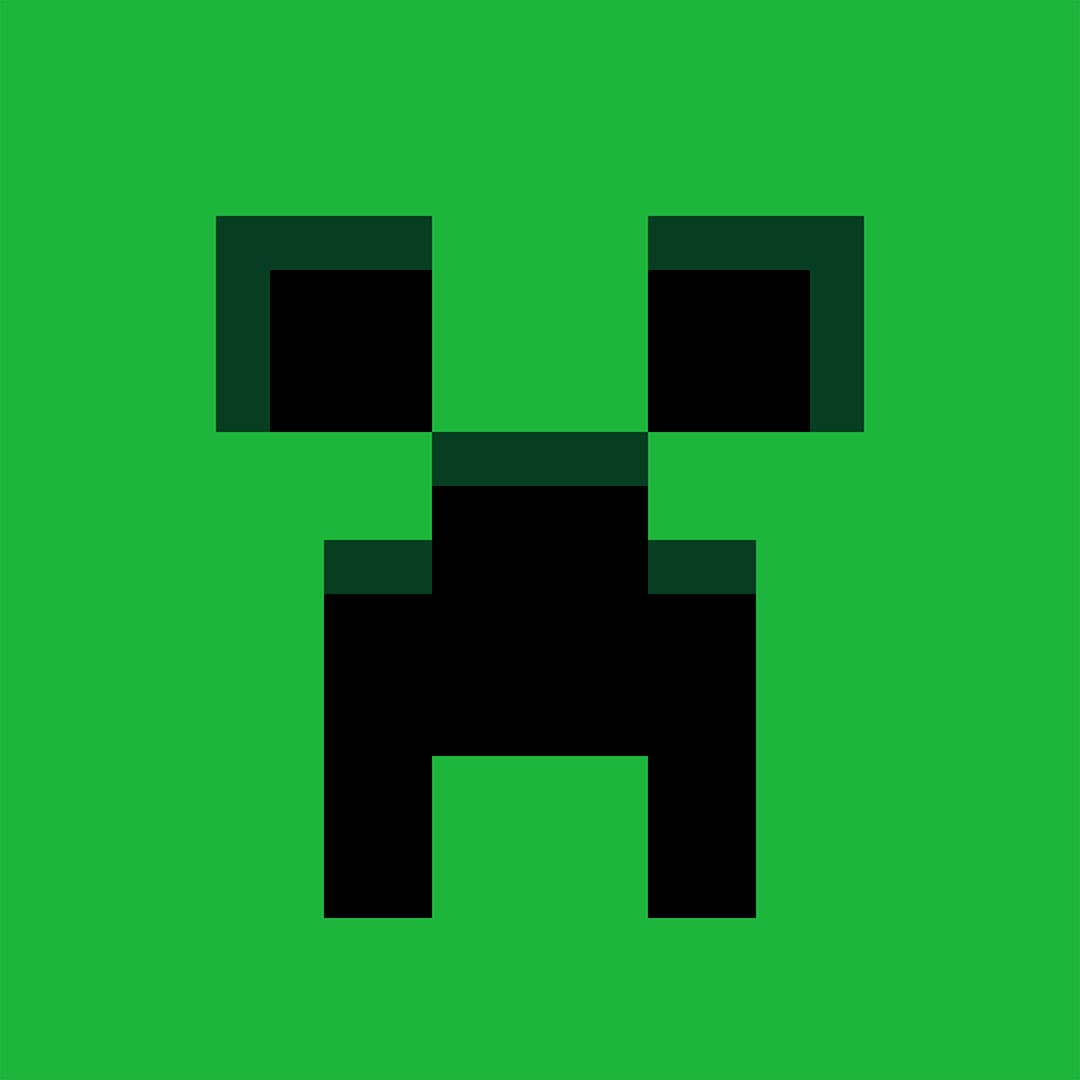
Representación de la cara del creeper, un icono de la mercadotecnia de Minecraft.

La imagen del creeper se ha utilizado en una amplia variedad de productos de Minecraft, incluida ropa, ropa de cama y lámparas. En julio de 2020, una asociación conjunta entre Mojang Studios y Kellogg's condujo al anuncio de Minecraft Creeper Crunch, un cereal oficial de la marca Minecraft que presenta de manera destacada un creeper en el empaque. Su lanzamiento en las tiendas de Estados Unidos estaba previsto para agosto de 2020. Cada paquete incluye además un código único que se puede canjear por un artículo de ropa cosmética de Minecraft.
El creeper se considera uno de los enemigos e íconos más emblemáticos de Minecraft. La cara pixelada del creeper se ha integrado en la «A» del logotipo de Minecraft, además de usarse en numerosos disfraces y cosplays de Halloween. La edición Gamer del libro Guinness de los récords incluyó al creeper en el décimo lugar de su lista de los «50 principales villanos de los videojuegos». El creeper ha aparecido en varios sets de Lego Minecraft y ha sido el foco principal de uno de ellos. En 2021, PC Gamer clasificó al creeper como el noveno de «los 50 personajes más icónicos de los juegos de PC», afirmando que «El creeper es la estrella de Minecraft, lo cual es irónico considerando que la efectividad del creeper depende de no ser visto».
Los creepers han sido objeto de numerosas referencias y parodias de la cultura pop. En el episodio «Luca$» de la temporada 25 de la comedia animada Los Simpsons, Moe Szyslak aparece como un creeper y explota al final del «gag del sofá» de la canción principal. El 19 de agosto de 2011, Jordan Maron (también conocido como el youtuber CaptainSparklez) lanzó la canción «Revenge», una parodia de «DJ Got Us Fallin' in Love», que representa a un jugador de Minecraft que busca venganza contra los creepers. La canción recuperó popularidad como meme de Internet alrededor de julio de 2019.